# Omaha Racers
Omaha Racers fue un equipo de baloncesto que jugó en la Continental Basketball Association entre 1981 y 1997, habiendo tenido sede primero en la ciudad de Oshkosh, Wisconsin, posteriormente en Rochester y finalmente en Omaha, Nebraska. Fue campeón de liga en el año 1993.

## Historia
El equipo nació en 1981, cuando el propietario de una cadena de tiendas deportivas de la ciudad de Oshkosh, Killian Spanbauer, quiso crear una liga menor de baloncesto formada por entre 6 y 8 equipos del estado de Wisconsin, pero en lugar de eso consiguió una franquicia en la Continental Basketball Association, jugando con el nombre de Wisconsin Flyers. El equipo jugó 5 temporadas en esa ciudad, acabando en cuarta posiciónd e la liga en dos ocasiones, en 1984 y 1985.
El equipo se trasladó a Rochester, en el estado de Minnesota en 1987, donde solo permaneció dos temporadas, cambiando en 1989 a la ciudad de Omaha, Nebraska, cambiando el nombre por el de Omaha Racers, donde jugó hasta su desaparición en 1997 por problemas económicos. En 1993 consiguió su único título de liga, derrotando en la final a los Grand Rapids Hoops.

## Temporadas
| Temporada | Liga | Denominación     | PJ | G  | P  | %    | Posición    | Último adversario  |
| --------- | ---- | ---------------- | -- | -- | -- | ---- | ----------- | ------------------ |
| 1982-83   | CBA  | Wisconsin Flyers | 44 | 14 | 30 | .318 | 12º         |                    |
| 1983-84   | CBA  | Wisconsin Flyers | 53 | 31 | 22 | .585 | 4º          |                    |
| 1984-85   | CBA  | Wisconsin Flyers | 54 | 24 | 30 | .444 | 4º          |                    |
| 1985-86   | CBA  | Wisconsin Flyers | 48 | 16 | 32 | .333 | 13º         |                    |
| 1986-87   | CBA  | Wisconsin Flyers | 48 | 22 | 26 | .458 | 9º          |                    |
| 1987-88   | CBA  | Rochester Flyers | 54 | 20 | 34 | .370 | 10º         |                    |
| 1988-89   | CBA  | Rochester Flyers | 54 | 16 | 38 | .296 | 11º         |                    |
| 1989-90   | CBA  | Omaha Racers     | 59 | 30 | 29 | .508 | 9º          |                    |
| 1990-91   | CBA  | Omaha Racers     | 66 | 43 | 23 | .652 | 4º          |                    |
| 1991-92   | CBA  | Omaha Racers     | 66 | 42 | 24 | .636 | 4º          |                    |
| 1992-93   | CBA  | Omaha Racers     | 72 | 38 | 34 | .528 | Campeón CBA | Grand Rapids Hoops |
| 1993-94   | CBA  | Omaha Racers     | 71 | 37 | 34 | .521 | Finalista   | Quad City Thunder  |
| 1994-95   | CBA  | Omaha Racers     | 64 | 30 | 34 | .469 | 8º          |                    |
| 1995-96   | CBA  | Omaha Racers     | 59 | 28 | 31 | .475 | 8º          |                    |
| 1996-97   | CBA  | Omaha Racers     | 65 | 26 | 39 | .400 | 4º          |                    |

## Jugadores célebres
- Malcolm Mackey
- Geert Hammink
- Dudley Bradley
- Rod Mason
- Jim Les
- Alaa Abdelnaby
- Ben Coleman
- Mike Higgins
- Tim Legler